# 자가 면역
자가 면역(自家免疫, 영어: autoimmunity)은 면역계가 원래의 환경 또는 자기 자신의 구성 성분을 이물질로 인식해 면역반응을 일으키는 것이다. 몸에서 자신의 기관이나 조직을 외부에서 유래한 항원으로 인식, 면역 반응을 일으키는 증상을 말한다. 원래의 면역 반응은 병원균 같은 외부의 항원에 대비해서 만들어진 체계이다. 하지만 자가 면역으로 인해 스스로의 기관이나 조직을 공격하여 여러 가지 질병들이 유발된다. 류마티스 관절염, 전신성 경피증, 전신 홍반성 루푸스, 아토피 피부염, 베체씨병, 쇼그렌 증후군, 다발성 경화증, 그레이브씨 갑상선 항진증 등이 자가면역질환에 속한다.

## 같이 보기
- 자가 면역 질환
- 정신신경면역학